# Selenoribates mediterraneus
Selenoribates mediterraneus är en kvalsterart som beskrevs av Grandjean 1966. Selenoribates mediterraneus ingår i släktet Selenoribates och familjen Selenoribatidae. Inga underarter finns listade i Catalogue of Life.